# 前29世纪
| 千纪： | 前4千纪 \| 前3千纪 \| 前2千纪 |
| 世纪： | 前32世纪 \| 前31世纪 \| 前30世纪 \| 前29世纪 \| 前28世纪 \| 前27世纪 \| 前26世纪                                                         |
| 年代： | 前2890年代 \| 前2880年代 \| 前2870年代 \| 前2860年代 \| 前2850年代 \| 前2840年代 \| 前2830年代 \| 前2820年代 \| 前2810年代 \| 前2800年代 |

前2900年至前2801年的这一段期间被称为前29世纪。

## 重要事件、发展与成就
- 科学技术

- 战争与政治
  - 埃及第二王朝开始（约前2890年－约前2686年）。共历9王。埃及由分立各州逐渐走向统一，但统一并不巩固，直至末王卡塞凯姆威时代才确立统一的个人统治。
  - 蘇美爾人建立烏爾王國、拉加什王國、烏瑪王國、烏魯克王國、基什王國等城邦，並互相爭霸。美索不達米亞之早期王朝時代開始。（約前2850）

- 公元前29世纪的天灾人祸

- 文化娱乐
  - 公元前2900年，早王朝時代人類第一部史詩吉爾伽美什出現。

- 疾病与医学

- 环境与自然资源